# Diane De Courcy
Pour les articles homonymes, voir Courcy.
Diane De Courcy, née le 18 mai 1957, est une administratrice scolaire et femme politique québécoise.
De 2012 à 2014, elle est députée péquiste de Crémazie à l'Assemblée nationale du Québec.

## Biographie
Impliquée dans le domaine scolaire depuis le début des années 1990, elle est élue pour la première fois à titre de commissaire à la Commission des écoles catholiques de Montréal en 1994, où elle représente le quartier d'Ahuntsic. Présidente du Mouvement pour une école moderne et ouverte (MÉMO), un mouvement favorable à la laïcité scolaire, elle accède à la présidence de la Commission scolaire de Montréal (CSDM), la plus importante commission scolaire au Québec, en 1998, dont elle préside également le comité exécutif. Elle est également membre du conseil d'administration de la Fédération des femmes du Québec en plus de contribuer à la création d'une société de développement économique dans le nord de la ville de Montréal. Bien que certains aient soulevé des questions concernant l'apparence d'un conflit d'intérêts à la CSDM en lien avec les nominations de ses enfants, Gaétan Nault, président de l'AMDES, a assuré que les processus d'embauche avaient respecté des standards très rigoureux et que c'est leurs compétences qui les ont menés à leurs postes.
Elle a été attachée politique du député du Bloc québécois, Michel Daviault. 

## Carrière politique
Elle est élue députée du Parti québécois dans la circonscription de Crémazie lors de l'élection générale du 4 septembre 2012. Elle succède à la députée indépendante Lisette Lapointe, qui s'est retirée de la vie politique après avoir quitté le Parti québécois en juin 2011. Diane De Courcy est ministre de l’Immigration et des Communautés culturelles de même que ministre responsable de la Charte de la langue française dans le gouvernement Pauline Marois. Lors de son mandat, elle a effectué une tournée des régions du Québec afin de mieux comprendre la réalité des immigrants et des communautés d'accueil, ce qui a enrichi son approche politique.
Lors des élections générales québécoises de 2014, elle perd contre la libérale Marie Montpetit.
En 2018, la ville de Montréal lui confie la réalisation de 180 projets à impact social, émanant de l'initiative « Je fais Montréal ».

## Engagement en faveur de l'immigration
En tant que ministre de l'Immigration et des Communautés culturelles, Diane De Courcy a plaidé pour des politiques qui favorisent l'intégration des immigrants au Québec. Elle a reconnu l'importance d'une approche équilibrée, soulignant que l'immigration contribue significativement à l'essor économique et social des communautés. 
Dans ses déclarations, elle a souvent mentionné que « les communautés sont enthousiastes à l’idée de les recevoir [les travailleurs immigrants], bien qu’elles reconnaissent qu’un apprivoisement doit être fait. ». Elle a donc mis en place des initiatives visant à faciliter l'arrivée des immigrants, en abordant des défis tels que la reconnaissance des qualifications et l'accès à l'emploi, afin de garantir une intégration réussie dans la société québécoise.
Depuis janvier 2022, Diane de Courcy tient le rôle de conseillère stratégique chez Fusion Jeunesse, un organisme voué à la persévérance scolaire qui a rejoint près de 200 000 jeunes du Québec et du Canada au cours des 15 dernières années[réf. souhaitée].